# Bagheera (genre)
Pour les articles homonymes, voir Bagheera (homonymie).
Genre
Bagheera est un genre d'araignées aranéomorphes de la famille des Salticidae.

## Distribution
Les espèces de ce genre se rencontrent en Amérique du Nord et en Amérique centrale.

## Liste des espèces
Selon World Spider Catalog (version 18.0, 11/03/2017) :
- Bagheera kiplingi Peckham & Peckham, 1896
- Bagheera laselva (ceb) Ruiz & Edwards, 2013
- Bagheera motagua (ceb) Ruiz & Edwards, 2013
- Bagheera prosper (en) (Peckham & Peckham, 1901)

## Publication originale
- Peckham & Peckham, 1896 : Spiders of the family Attidae from Central America and Mexico. Occasional Papers of the Natural History Society of Wisconsin, vol. 3, no 1, p. 1-101 (texte intégral).